# 准地铁

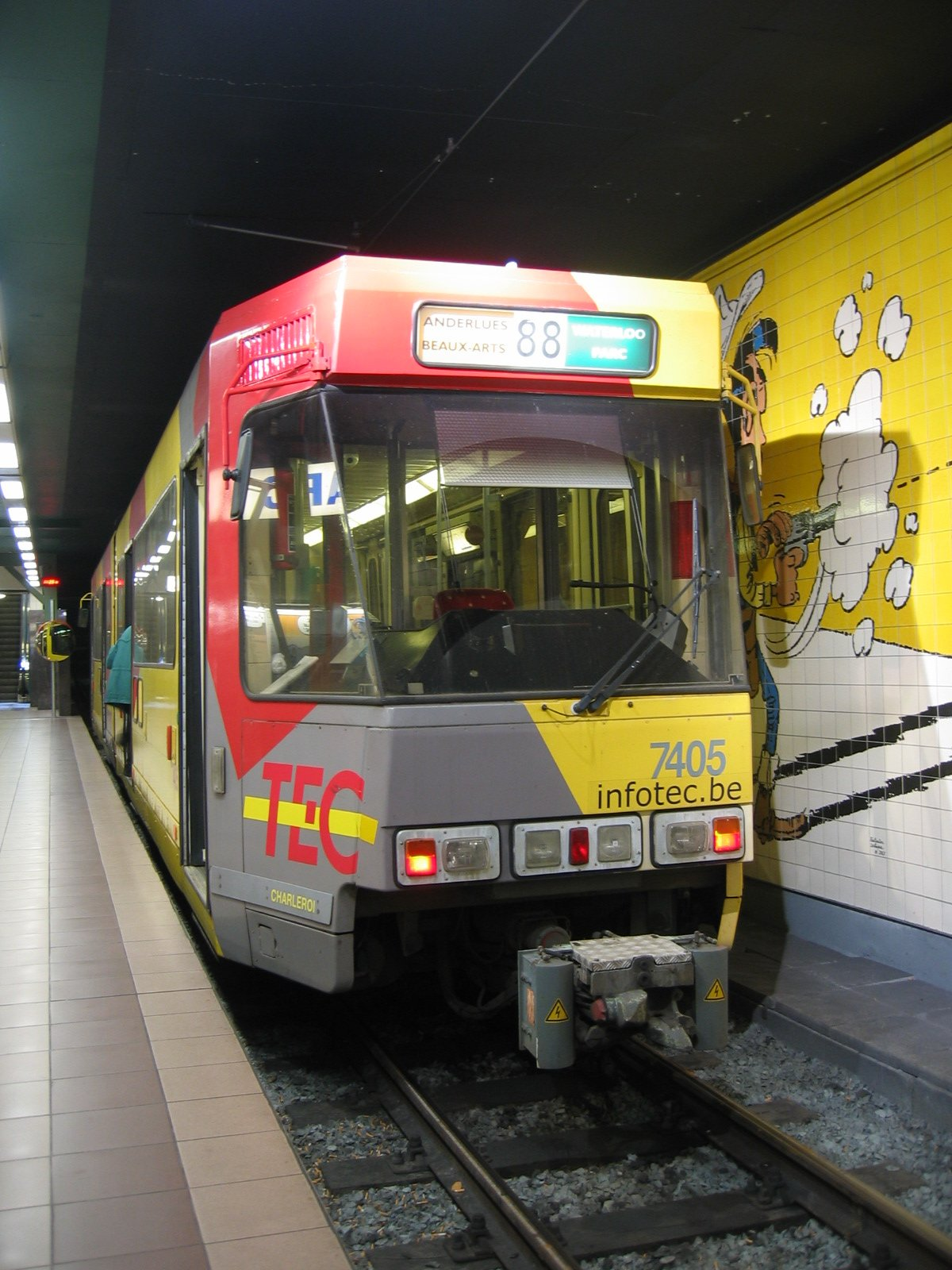
比利时沙勒罗瓦的准地铁系统

准地铁一般是指有些在修建过程中部分或全部路段按照地铁的水準修建的轻轨或有轨电车系统。这种城市轨道交通系统一般以地下隧道穿越市中心，以便日后升级成地铁。因为修建隧道或獨立路線的造价不菲，有些准地铁未能顺利升级成为地铁，譬如比利時的安特衛普準地鐵及奧地利維也納的準地鐵。
另外一些被稱為準地鐵的通勤鐵路系統則因為其軌道並不與其他列車（如城際、區域或長途列車）共用，或因其客量較高，所以具潛質升級成標準地鐵系統。例子包括瑞典哥德堡郊区的部分轨道交通线路、英国利物浦的默西塞德铁路和格拉斯哥的通勤鐵路系统。

## 歷史
1893 年，法國馬賽成為了第一個將其位於市中心的部分有軌電車線路路段地下化的城市。馬賽有軌電車亦同時於地下隧道設立了诺阿耶站。下一個顯著的例子為於1897年落成、位於美國波士頓的特里蒙特街地鐵隧道，今天是該隧道是波士頓輕軌綠線的一部分。這些早期的隧道只是為了減少有軌電車對市中心地面街道造成擁堵，而不是為了以後轉換為地鐵服務。幾條早期的有軌電車隧道，包括施坦威隧道（Steinway Tunnel，現屬紐約地鐵IRT法拉盛線）和東波士頓隧道（現屬波士頓地鐵藍線），後來都改為地鐵運營。然而，與地鐵隧道相比，由於有軌電車隧道的高度和闊度普遍較小、彎度較急和坡度較大，如地鐵車輛需要直接使用未經改造的有軌電車隧道，其大小及長度均會受到限制。
現代的準地鐵概念則起源於 1960 年代西德的城鐵。當時西德的汽車擁有量上升而導致交通擁堵加劇，引致當地各大城市開始建設新的城市軌道交通系統。慕尼黑及紐倫堡決定興建地鐵系統，柏林及漢堡則計劃延伸現有的地鐵路線，但其他絕大多數的西德城市則打算先逐步升級市內的有軌電車系統。這些城市沒有立即建造昂貴的地鐵線路，而是只建造了市中心的隧道。它們可以在短期內被現有的有軌電車線路使用，並打算在以後進行全面的地鐵改造——因此是“準地鐵”。這個想法在 1970 年代傳播到其他歐洲國家，尤其是比利時，在那裡，此類系統被明確命名為準地鐵 （premetros）。

## 現時為有軌電車/輕軌的準地鐵
值得注意的是，並非所有於市中心設有地下路段的有軌電車/輕軌路線均屬於準地鐵。若該路線從規劃、建造甚至到營運階段時都沒有未來改造成地鐵的打算，則不屬於準地鐵。
另外，部分城市則在地鐵系統興建過程中，由於缺乏資金建造全段線路，因此改為放棄建造地鐵，已建成的地下隧道改為供有軌電車/輕軌使用。在波蘭克拉科夫，其火車總站的地區曾於1974年開展該市第一條地鐵線的地下隧道建造工程。然而，該隧道至1989年僅完成火車總站月台下方約180米的路段。1994年，克拉科夫市總體發展規劃獲得通過，其中放棄了地鐵建設，轉而建設快速有軌電車。因此，克拉科夫快速有軌電車於市中心使用的隧道原本計劃為地鐵隧道。此類系統除非將來有重新改造成地鐵的打算，否則亦不屬於準地鐵。

### 例子

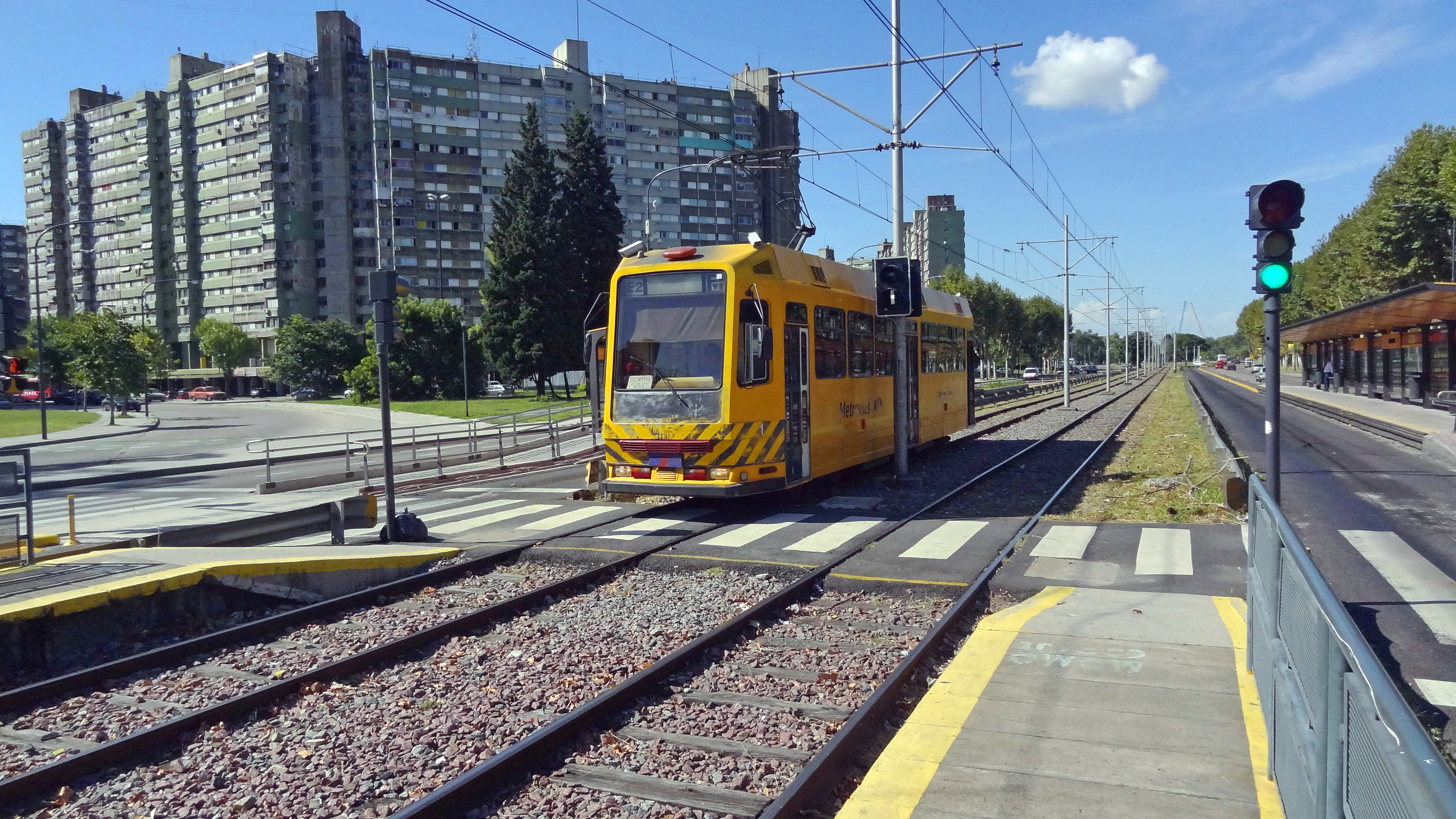
一列位於布宜諾斯艾利斯準地鐵線南端總站的輕軌列車

- 阿根廷 布宜諾斯艾利斯準地鐵：該準地鐵為於1987年落成、長7.4公里的輕軌線。該線位於布宜諾斯艾利斯市郊，並於較接近市中心一側的終點連接了布宜諾斯艾利斯地鐵E線。布宜諾斯艾利斯曾計劃興建更多的準地鐵路線，但阿根廷的鐵路私有化後，其餘準地鐵的興建工程被不斷拖延，最終只有該線（計劃時稱為準地鐵E2線）落成。[6]其他未落成的準地鐵路線大多數被巴士快速交通系統路線取代。

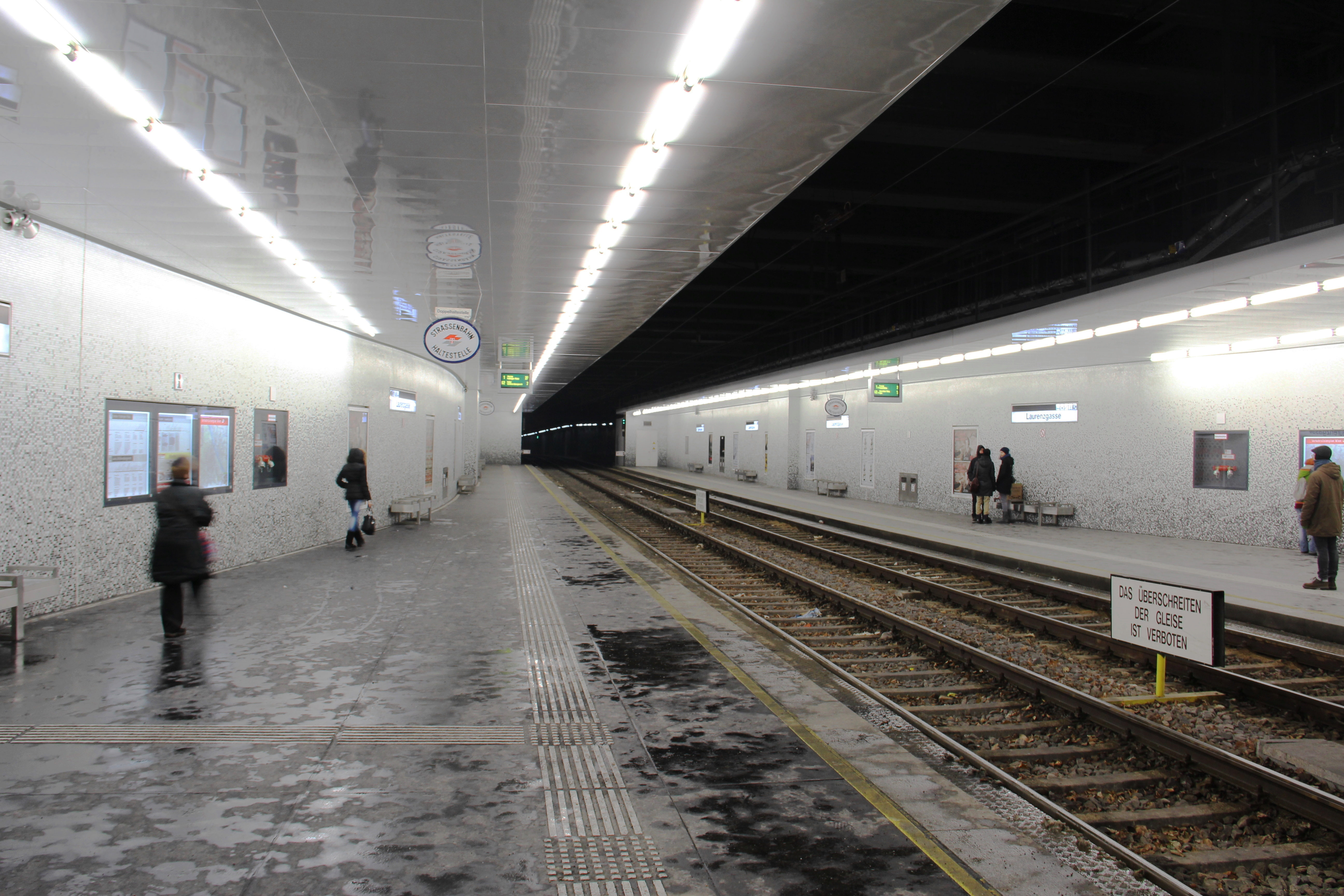
位於維也納準地鐵隧道內、經翻新後的Laurenzgasse車站

- 奥地利 維也納準地鐵：維也納曾擁有兩段準地鐵隧道，其中較為接近市中心的一段已獲納入為維也納地鐵2號線的一部分。另一段位於市中心以南的準地鐵隧道曾計劃供將來的維也納地鐵5號線使用，但計劃未被落實，因此現時由維也納電車使用。[7][8]

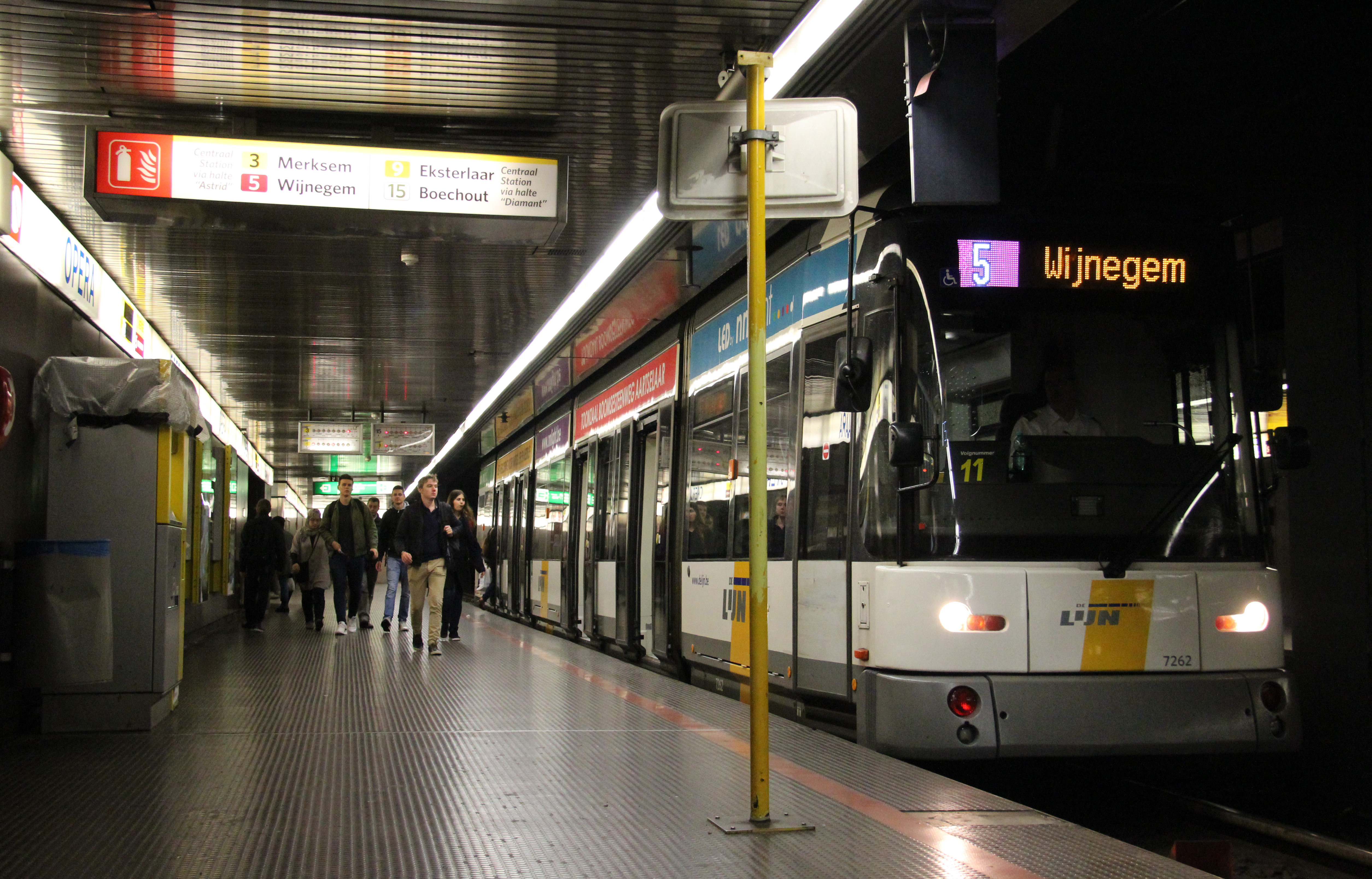
位於安特衛普準地鐵隧道內的歌劇院站，提供安特衛普電車3、5、9、10及15號線服務

- 比利时 安特衛普準地鐵：位於安特衛普市中心的準地鐵隧道全長15公里，現由安特衛普電車（由德萊恩營運）2、3、5、6、8、9、10及15號線使用。該隧道於1970年代初規劃時曾打算日後會成為標準地鐵（如布魯塞爾地鐵）或城鐵路線的一部分。隧道內原本規劃了22個車站，後來由於出資金短缺，最後只興建了19個車站，其中7個車站目前仍未投入服務。整條隧道於1975至1996年間逐步落成。現時準地鐵正計劃於2024年開放更多車站。[9]

### 列表
| 準地鐵位置     | 國家   | 路線名稱/所屬系統                          | 開通年份 | 車站數目                         | 路線長度（公里） |
| -------------- | ------ | ------------------------------------------ | -------- | -------------------------------- | ---------------- |
| 布宜諾斯艾利斯 | 阿根廷 | 準地鐵E2線                                 | 1987     | 17                               | 7.4              |
| 維也納         | 奥地利 | 維也納準地鐵                               | 1969     | 8                                | 3.4 km（2.1 mi） |
| 安特衛普       | 比利时 | 安特衛普準地鐵                             | 1975     | 12 （另外還有7個車站不在使用中） | 8.1              |
| 布魯塞爾       | 比利时 | 布魯塞爾電車                               | 1972     | 15                               |                  |
| 沙勒羅瓦       | 比利时 | 沙勒羅瓦地鐵                               | 1976     | 48                               | 33               |
| 都柏林         | 愛爾蘭 | 都柏林輕軌綠線                             | 2004     | 35                               | 19               |
| 波茲南         | 波蘭   | 波茲南快速電車                             | 1997     | 8                                | 8.1              |
| 伏爾加格勒     | 俄羅斯 | 伏爾加格勒都市電車                         | 1984     | 22                               | 17.3             |
| 克里維里赫     | 乌克兰 | 克里維里赫高速電車                         | 1986     | 11                               | 17.7             |
| 舊金山         | 美国   | 舊金山輕軌                                 | 1980     | 33                               | 59.2             |
| 波士頓         | 美国   | 波士頓輕軌綠線                             | 1967     | 65                               | 38.1             |
| 紐華克         | 美国   | 紐瓦克輕鐵                                 | 1935     | 17                               | 10               |
| 費城           | 美国   | 賓夕法尼亞州東南地區交通局的五條有軌電車線 | 1906     | 16                               | 63.7             |
| 佛山           | 中國   | 南海有轨电车1号线                          | 2021     | 15                               | 14.345           |

## 現時為通勤鐵路的準地鐵

### 例子
- 英国利物浦的默西塞德铁路：該鐵路系統中的北線和威勒爾線擁有獨立的鐵路軌道，並於利物浦市中心設有地下路段及車站，城市線則沒有。城市線的軌道需要與其他城際、區域、長途列車共用。
- 格拉斯哥通勤鐵路：該系統中的部分路線，如卡夫卡特環線[18]曾被考慮升級為地鐵系統，成為格拉斯哥地鐵的一部分。